# Blandina del Sagrado Corazón
María Magdalena Merten (Düppenweiler, 10 de julio de 1883-Tréveris, 18 de mayo de 1918), más conocida por su nombre religioso Blandina del Sagrado Corazón, fue una religiosa alemana de la Congregación de Hermanas Ursulinas de Calvarienberg, que se dedicó toda la vida a la educación de las niñas y adolescentes. Es venerada como beata en la Iglesia católica, cuya memoria recuerda el 18 de mayo.

## Biografía
María Magdalena Merten nació en el distrito de Düppenweiler, en el comune de Beckingen (Alemania), el 10 de julio de 1883, en el seno de una familia de campesinos. A los veinticinco años ingresó en el monasterio del Monte Calvario de las ursulinas de Calvarienberg, en Bad Neuenahr-Ahrweiler. Allí, en 1913, profesó sus votos religiosos de castidad, pobreza y obediencia y cambió su nombre por el de Blandina del Sagrado Corazón. Durante toda su vida como religiosa se dedicó a la educación de las niñas y adolescentes en los colegios de la congregación en Saarbrücken y Tréveris. Murió en este último, a causa de una tuberculosis, el 18 de mayo de 1918.

## Culto
La causa de beatificación y canonización de Blandina del Sagrado Corazón fue introducida el 14 de diciembre de 1980, en la diócesis de Tréveris. El 19 de julio de 1983 el papa Juan Pablo II la declaró venerable y el mismo pontífice la beatificó el 1 de noviembre de 1987, en una ceremonia celebrada en la Basílica de San Pedro en el Vaticano.
El Martirologio romano hace su elogio el 18 de mayo, día en el que la Iglesia católica celebra su memoria. Su fiesta tiene el rango de memoria obligatoria para la diócesis de Tréveris y para las ursulinas de Calvarienberg.